# Шайфли, Марк
Марк Шайфли (англ. Mark Scheifele; род. 15 марта 1993, Китченер, Онтарио) — канадский хоккеист, правый нападающий. Выступает за «Виннипег Джетс» в НХЛ.

## Карьера

### НХЛ
На драфте НХЛ 2011 года был выбран в 1 раунде под общим 7-м номером клубом «Виннипег Джетс». 3 октября 2011 года подписал с командой контракт новичка.
После первых проведенных семи игр, он был отправлен в «Бэрри Колтс» для развития.
В сезоне 2014/15 он сыграл во всех 82 матчах в течение сезона и набрал 49 очков в 81 игре.
8 июля 2016 года подписал с командой новый восьмилетний контракт.
9 октября 2023 года Шайфли вместе с Коннором Хеллебайком подлили свои контракты с клубом, подписав идентичные соглашения на 7 лет на общую сумму $59,5 млн.

### Сборная
Играл за сборную Канады на трёх чемпионатах мира (ЧМ-2014, ЧМ-2016, ЧМ-2017). В 2016 году стал чемпионом мира, а в 2017 году серебряным призёром.

## Достижения
- Бронзовый призёр молодежного чемпионата мира (2012)
- Чемпион мира — 2016
- Серебряный призер чемпионата мира 2017